# لیوبوف پوپوا
لیوبوف سرگیونا پوپوا (Lyubov Sergeyevna Popova ; روسی: Любо́вь Серге́евна Попо́ва؛ ۲۴ آوریل ۱۸۸۹ – ۲۵ مه ۱۹۲۴) یک هنرمند پیشرو (در شیوه‌های کوبیسم، والاگرایی و ساخت‌گرایی) نقاش و طراح روسی بود.

## نگارخانه

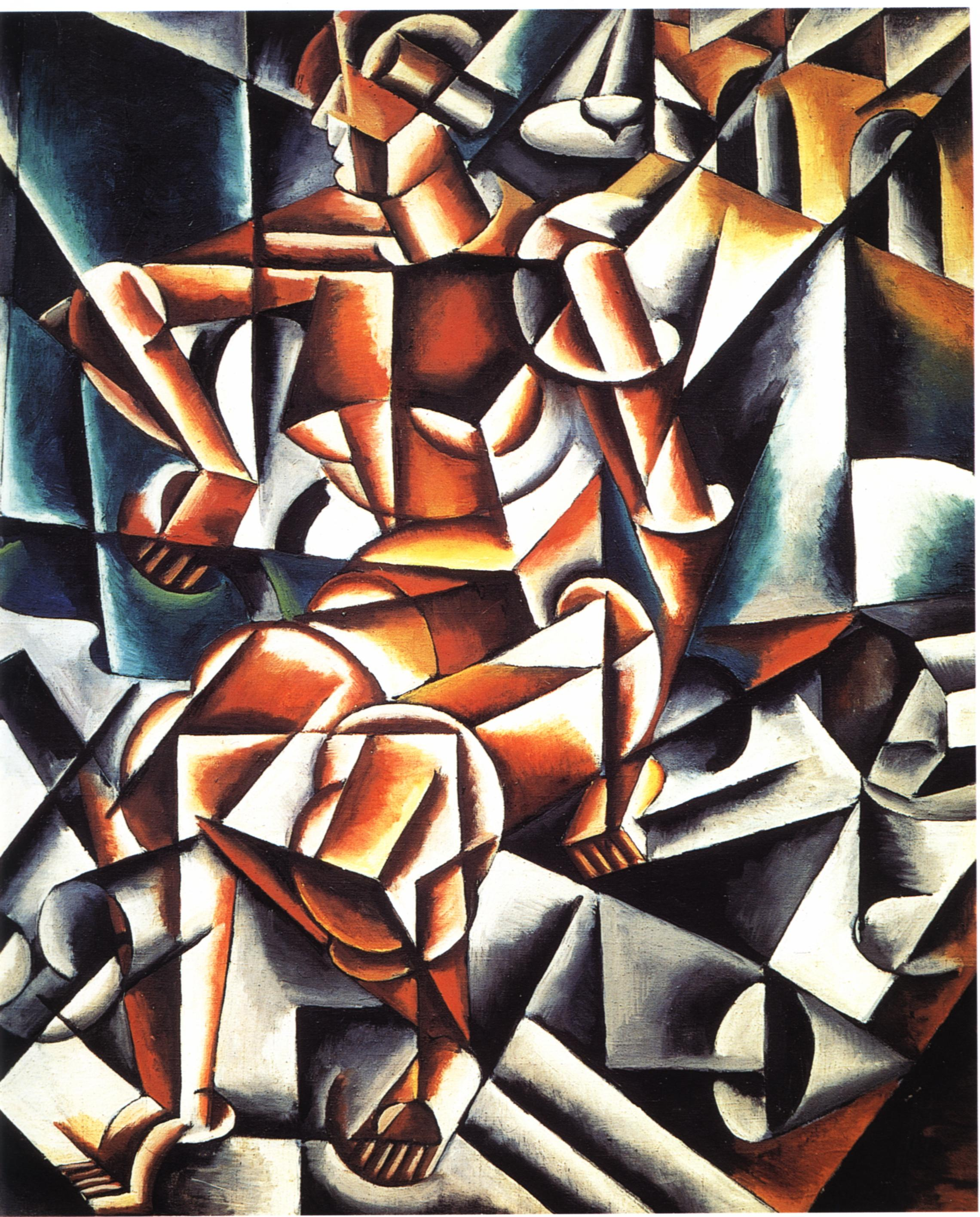
هوا + مرد + فضا، ۱۹۱۲
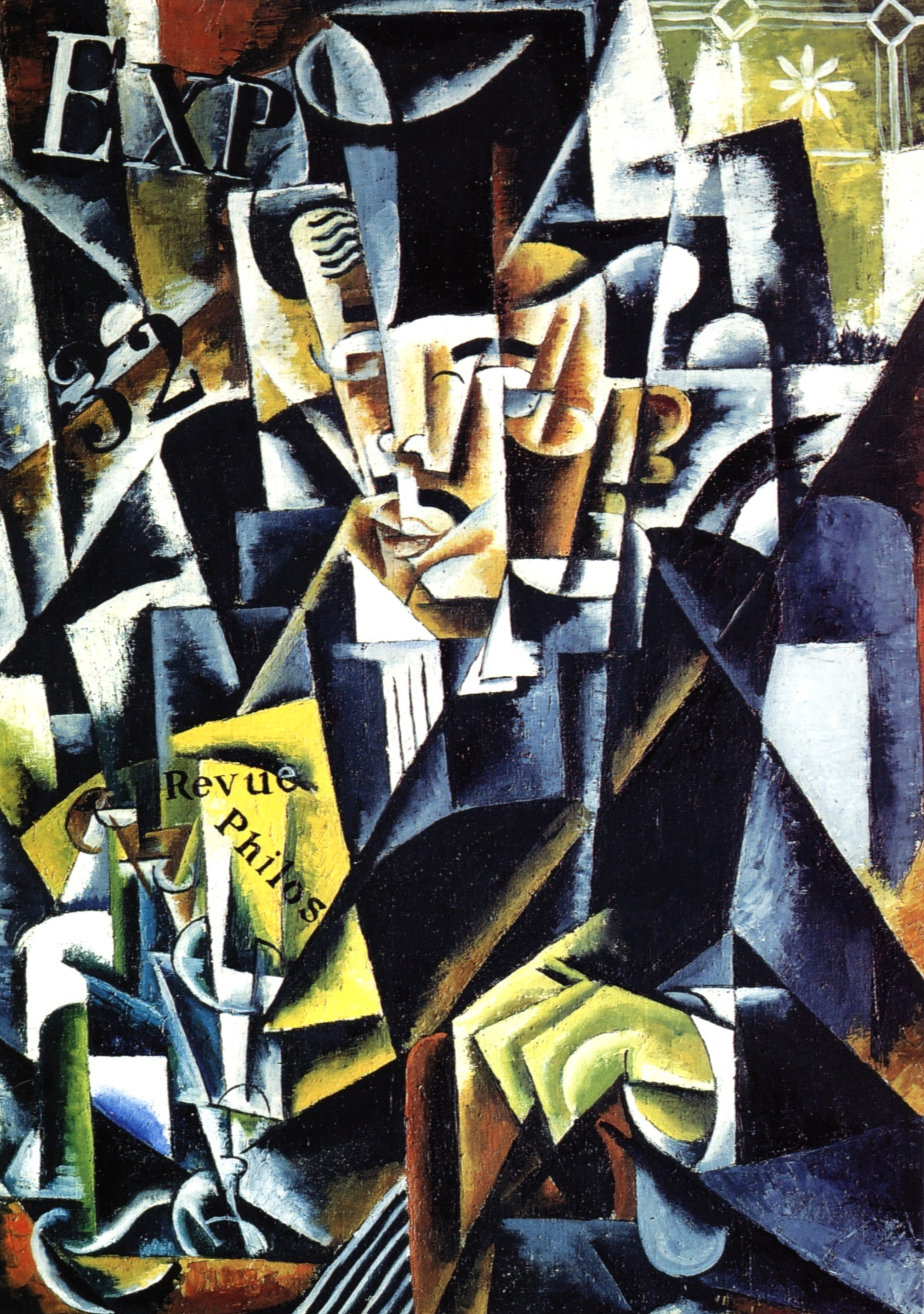
پرترهٔ یک فیلسوف (برادر هنرمند پاول سرگیونا پوپوف), ۱۹۱۵
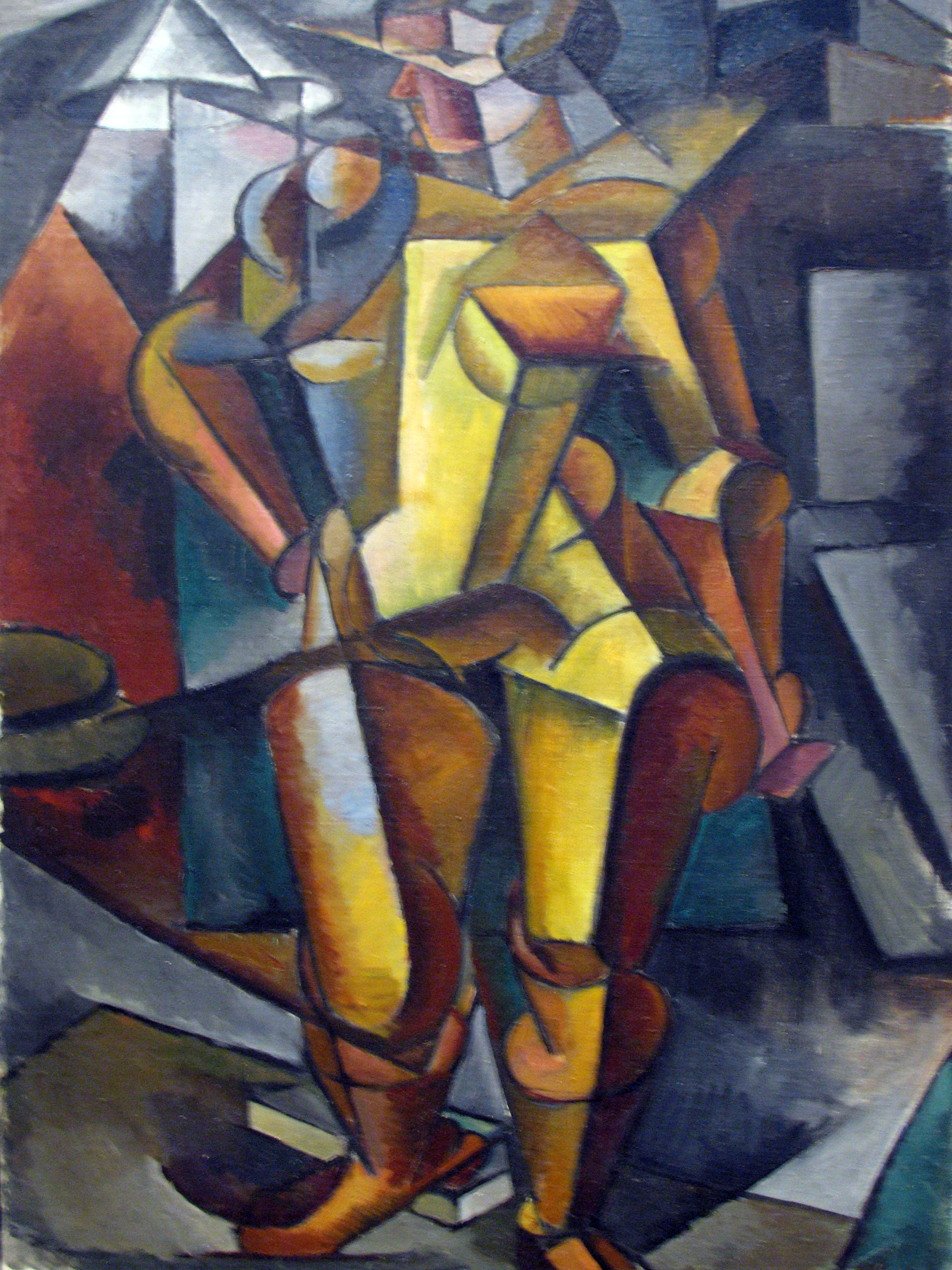
مدل ۱۹۱۳
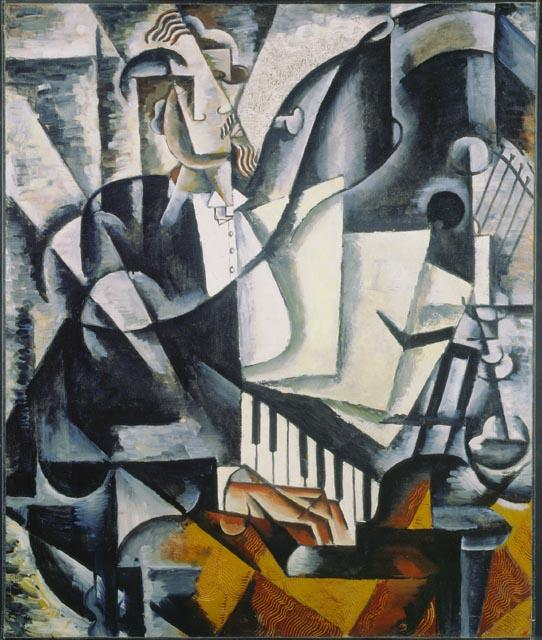
پیانیست ۸۸٫۷ در ۱۰۶٫۵ سانتی‌متر گالری ملی کانادا
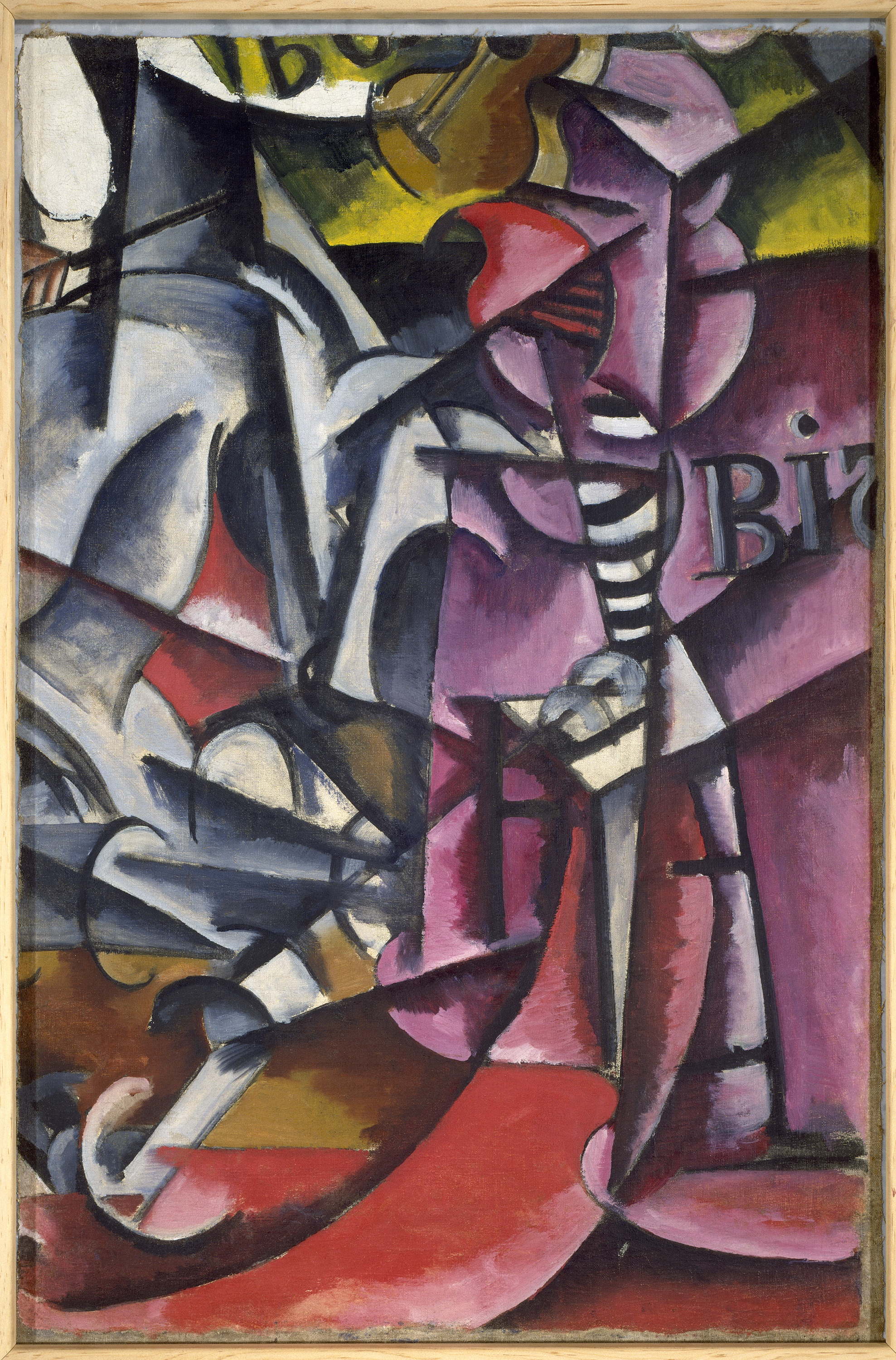
بدون عنوان، ۱۹۱۵, رنگ روغن روی بوم ۱۰۶٫۴ × ۷۱٫۱ سانتی متر، موزه گوگنهایم
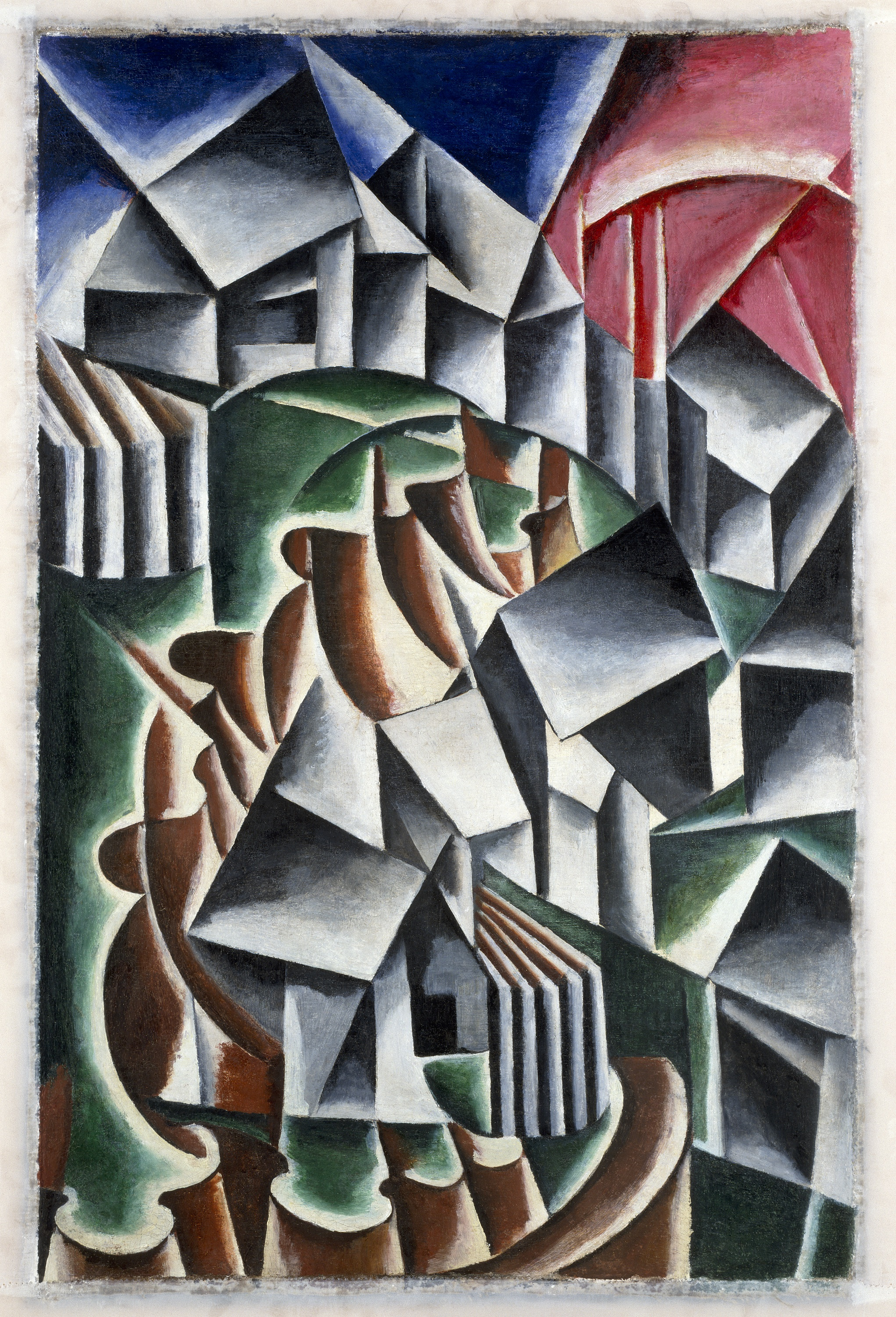
بیرسک، ۱۹۱۶، رنگ روغن روی بوم ۱۰۶ × ۶۹٫۵ سانت، موزه گوگنهایم